# بسام (سقز)
قرية بسام (بالكردية: بسام) هي إحدى القرى التابعة لـتشل تشمه الغربي في ريف قسم سرشيو من مقاطعة سقز، في محافظة كردستان الإيرانية.

## السكان
حسب إحصاءات سنة 2006، بلغ إجمالي السكان في بسام 519 نسمة وعدد المساكن 104 مسكن. لغة سكان بسام هي اللغة الكردية و هم من أهل السنة والجماعة والمذهب الشافعي.